# Tagmatarca
Tagmatarca (o anche tagmatarco; in greco Ταγματάρχης?, tagmatarchis, abbreviato Τχης), è un grado militare dell'Esercito greco che corrisponde a quello di maggiore, storicamente già utilizzato nell’Esercito bizantino.

## Impero bizantino
Il grado di tagmatarches dell'Impero bizantino indicava il comandante del Tagma, un'unità militare corrispondente all'odierna definizione di battaglione; in uso nell'Esercito bizantino e introdotta nel VII secolo dal basileus Costantino V come propria guardia personale.

## Grecia moderna
Nel moderno Esercito greco il grado è superiore a locago e inferiore ad antisintagmatarca (tenente colonnello); le responsabilità tipiche del Tagmatarchis sono quelle di ufficiale esecutivo di battaglione e in questo grado i loro subordinati agli ufficiali che detengono questo grado si rivolgono con "Kyrie Ypodioikita" (Κύριε υποδιοικητά), cioè Signor vicecomandante, o semplicemente "Kyrie Tagmatarcha" (Κύριε Ταγματάρχα), cioè Signor Tagmatarcha negli altri casi.

### Distintivo di grado
Il distintivo di grado attuale è costituito da una granata fiammeggiante e una stella dorata. In epoca monarchica il distintivo di grado era costituito dalla corona e una stella dorata.

controspallina di Tagmatarchis (1908–1936)
controspallina di Tagmatarchis (1937–1968)
controspallina di Tagmatarchis dal 1968